# Antreville
 (avril 2025).
Antreville est une census-designated place située dans le comté d'Abbeville, dans l’État de Caroline du Sud, aux États-Unis. Lors du recensement de 2020, elle comptait 147 habitants.